# Kingsman: Тайните служби
„Kingsman: Тайните служби“ (на английски: Kingsman: The Secret Service) е британско-американска екшън комедия от 2014 г. на режисьора Матю Вон, базиран на комикса „Тайните служби“ на Марк Милар и Дейв Гибънс. Сценарият е на Вон и Джейн Голдман. Главните роли се изпълняват от Тарън Еджъртън, Колин Фърт, Самюъл Джаксън, Марк Стронг и Майкъл Кейн.

## Продукция
Филмът е продукция на британските компании Marv Films и Cloudy Productions в сътрудничество с американската TSG Entertainment. Снимките започват на 6 октомври 2013 г. в Дийпкът, Съри с бюджет, равняващ се на една трета от 200-те милиона долара на „007 Координати: Скайфол“.

## Награди и номинации
| Категория                 | Номиниран(и)              | Резултат                  |
| Емпайър (29 март 2015 г.) | Емпайър (29 март 2015 г.) | Емпайър (29 март 2015 г.) |
| ------------------------- | ------------------------- | ------------------------- |
| Най-добър британски филм  | Най-добър британски филм  | награда                   |
| Най-добър мъжки дебют     | Тарън Еджъртън            | награда                   |
| Най-добър трилър филм     | Най-добър трилър филм     | номинация                 |
| Най-добър женски дебют    | Софи Куксън               | номинация                 |

## В България
В България филмът излиза по кината на 20 февруари 2015 г. от „Александра Филмс“.
На 24 юни 2019 г. е излъчен по bTV Cinema с български дублаж, записан в студио VMS. Екипът се състои от:
| Озвучаващи артисти  | Ася Рачева Илиян Пенев Петър Бонев Георги Георгиев-Гого Момчил Степанов |
| Преводач            | Невена Генчева                                                          |
| Тонрежисьор         | Георги Калудов                                                          |
| Режисьор на дублажа | Радослав Рачев                                                          |

На 17 ноември 2024 г. е излъчен по Нова Телевизия с български дублаж. Екипът се състои от:
| Озвучаващи артисти  | Нина Гавазова Йорданка Илова Димитър Иванчев Стефан Сърчаджиев-Съра Стефан Сърчаджиев Светозар Кокаланов |
| Преводач            | Стефан Тасев                                                                                             |
| Тонрежисьор         | Лазар Йончев                                                                                             |
| Режисьор на дублажа | Димитър Кръстев                                                                                          |